# Lepismium brevispinum
Lepismium brevispinum là một loài thực vật có hoa trong họ Cactaceae. Loài này được Barthlott mô tả khoa học đầu tiên năm 1987.